# Río de Jesús (huyện)
Huyện Río de Jesús là một huyện (distrito) thuộc tỉnh Veraguas ở Panama. Theo điều tra dân số năm 2000, huyện này có dân số 5256 người. Huyện Río de Jesús có diện tích 317  km². Huyện lỵ đóng tại Río de Jesús.